# Asura aureorosea
Asura aureorosea là một loài bướm đêm thuộc phân họ Arctiinae, họ Erebidae.